# NGC 57
NGC 57 (другие обозначения — UGC 145, MCG 3-1-31, ZWG 456.46, PGC 1037) — эллиптическая галактика (E) в созвездии Рыб.
Была открыта 8 октября 1784 года Уильямом Гершелем; входит в число перечисленных в оригинальной редакции «Нового общего каталога».
Это одиночная галактика, поблизости от неё нет других галактик схожих размеров. В ней не известны радиоисточники (по состоянию на 2007 год). По наблюдениям в рентгеновском спектре установлено, что она имеет гало, состоящее из газа с металличностью, близкой к солнечной, и температурой около 0,9 кэВ.
3 июня 2010 года Коити Итагаки обнаружил в галактике сверхновую 17-й видимой звездной величины, получившую обозначение SN 2010dq.
В 2011 году в галактике была обнаружена вспышка сверхновой типа Ia, получившей обозначение SN 2011fp. Её пиковая видимая звездная величина составила 17,9m.